# Kedungpari
Kedungpari is een bestuurslaag in het regentschap Jombang van de provincie Oost-Java, Indonesië. Kedungpari telt 4386 inwoners (volkstelling 2010).